# Holorusius perrieri

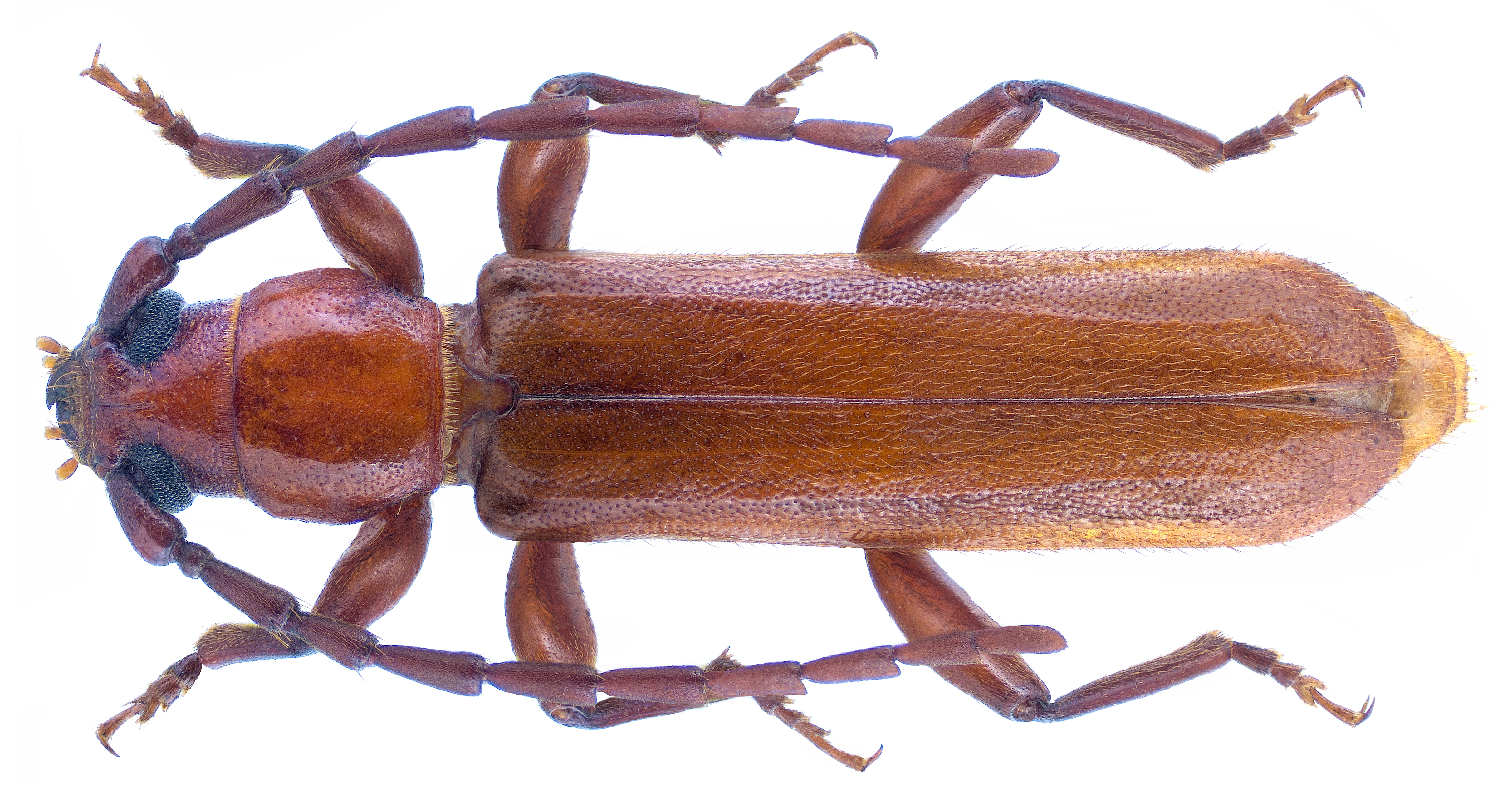
Hane

Holorusius perrieri är en skalbaggsart som beskrevs av Leon Fairmaire 1898. Holorusius perrieri ingår i släktet Holorusius och familjen långhorningar.
Artens utbredningsområde är:
- Angola.
- Botswana.
- Ghana.
- Kenya.
- Lesotho.
- Madagaskar.
- Swaziland.
- Togo.
- Zimbabwe.

Inga underarter finns listade i Catalogue of Life.